# Dom naroda Parlamentarne skupštine Bosne i Hercegovine
Dom naroda Parlamentarne skupštine Bosne i Hercegovine je gornji dom Parlamentarne skupštine Bosne i Hercegovine koji predstavlja tri konstitutivna naroda u Bosni i Hercegovini, Bošnjake, Hrvate i Srbe. Donji dom je Zastupnički dom koji predstavlja sve državljane Bosne i Hercegovine.
Sastoji se od 15 izaslanika, od kojih svaki konstitutivni narod ima po pet. Dvije trećine izaslanika, bošnjačkih i hrvatskih, bira se s područja Federacije Bosne i Hercegovine, a preostala trećina srpskih izaslanika bira se s područja Republike Srpske. Bošnjačke i hrvatske izaslanike u Domu naroda PS BiH biraju izaslanici dotičnih naroda u Domu naroda Parlamenta Federacije BiH, a srpske izaslanike bira Narodna skupština Republike Srpske.
Prema načelima federalnog bikameralizma, gornji dom parlamenta treba predstavljati federalne jedinice, a ne narode, međutim, u Bosni i Hercegovini se ovaj zahtjev nije ostvario. To proizlazi iz nejednakosti njezinih federalnih jedinica, kako je Federacija BiH po svom uređenju federacija, a Republika Srpska unitarni entitet. Naime, u Republici Srpskoj teritorijalno se podudara s nacionalnim, dok to u Federaciji BiH nije slučaj.

## Ustroj rada i način odlučivanja
Ustavom BiH određeno je da je za kvorum u Domu naroda PS BiH potrebna nazočnost devet od 15 izaslanika, s tim što na sjednicama moraju biti nazočna najmanje tri izaslanika iz reda svakog konstitutivnog naroda. Time vrlo lako može doći do zastoja rada Parlamentarne skupštine jer samim nedolaskom trojice izaslanika iz reda jednog konstitutivnog naroda blokira se rad Parlamentarne skupštine.
Dom naroda ravnopravan je sa Zastupničkim domom. Odluke su usvojene tek onda kada ih u istom sadržaju usvoje oba doma.
Prema Ustavu BiH, postoje tri načina odlučivanja u Domu naroda, odlučivanje prostom i kvalificiranom većinom te odlučivanje o pitanjima vitalnog nacionalnog interesa, koji je imanentan isključivo Domu naroda. Dom naroda većinom glasova donosi svoj Poslovnik i bira jednog predsjedatelja i dvojicu dopredsjedatelja, s tim da svaki od njih mora biti iz reda različitih konstitutivnih naroda. Oni se svakih osam mjeseci smjenjuju na mjestu predsjedatelja, odnosno dopredsjedatelja. Predsjedatelj Doma naroda ne može biti iste nacionalnosti kao i predsjedatelj Zastupničkog doma.